# Пахрінок
Пахрінок (Hornungia) — невеликий рід рослин родини капустяних (Brassicaceae). Рід містить 7 видів, які зростають у Європі, північній Африці, Західній Центральній і Південно-Західній Азії.

## Опис
Це трави багаторічні з розгалуженим каудексом, або однорічні. Стебла прямовисні, висхідні чи лежачі. Прикореневі листки розеткові чи ні, перисторозсічені, іноді зубчасті чи цілісні. Стеблові листки на ніжках, перистороздільні, зубчасті, або цілокраї, або відсутні. Суцвіття містять від кількох до багатьох квіток. Чашолистки яйцеподібні чи довгасті, розпростерті чи відігнуті, голі чи запушені. Пелюстки білі, розпростерті, довші чи коротші за чашолистки. Тичинок 6, рідко 4. Плід — стручок (подовжений, яйцюватий, майже округлий, еліптичний чи ланцетний, сидячий). Насіння безкриле, довгасте, товсте.

## Види
- Hornungia alpina (L.) O.Appel
- Hornungia angustilimbata V.I.Dorof.
- Hornungia aragonensis (Loscos & J.Pardo) Heywood
- Hornungia pauciflora (W.D.J.Koch) Soldano, F.Conti, Banfi & Galasso
- Hornungia petraea (L.) Rchb.
- Hornungia procumbens (L.) Hayek
- Hornungia puberula (Rupr.) D.A.German